# Adium

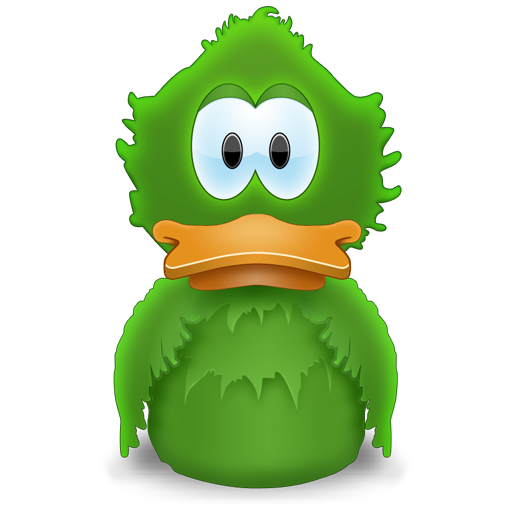
Adium 로고

Adium은 윈도우 라이브 메신저, 야후! 메신저, 구글 토크, AOL 인스턴트 메신저, ICQ, XMPP를 포함하는, 다양한 IM 네트워크를 지원하는 Mac OS X 용 자유 인터넷 메신저 클라이언트이다.